# Judo-Weltmeisterschaften 1973
Die 8. Judo-Weltmeisterschaften 1973 fanden vom 22. bis zum 24. Juni 1973 im schweizerischen Lausanne statt.

## Ergebnisse

### Männer
| Gewichtsklasse | Gold              | Silber                | Bronze                                 |
| -------------- | ----------------- | --------------------- | -------------------------------------- |
| bis 63 kg      | Yoshiharu Minami  | Takao Kawaguchi       | Schengeli Pizchelauri Hector Rodriguez |
| bis 70 kg      | Toyokazu Nomura   | Dietmar Hötger        | Anatolij Nowikow Kazuo Yoshimura       |
| bis 80 kg      | Shōzō Fujii       | Isamu Sonoda          | Bernd Look Antoni Reiter               |
| bis 93 kg      | Nobuyuki Satō     | Takafumi Ueguchi      | Dietmar Lorenz David Starbrook         |
| über 93 kg     | Chōnosuke Takagi  | Dschibilo Nischaradse | Sergei Nowikow Keith Remfry            |
| Offene Klasse  | Kazuhiro Ninomiya | Haruki Uemura         | Klaus Glahn Wolfgang Zuckschwerdt      |

## Medaillenspiegel
| Rang | Land                   | Gold | Silber | Bronze | Gesamt |
| ---- | ---------------------- | ---- | ------ | ------ | ------ |
| 1    | Japan                  | 6    | 4      | 1      | 11     |
| 2    | DDR                    | –    | 1      | 3      | 4      |
| 2    | Sowjetunion            | –    | 1      | 3      | 4      |
| 4    | Vereinigtes Königreich | –    | –      | 2      | 2      |
| 5    | BR Deutschland         | –    | –      | 1      | 1      |
| 5    | Polen                  | –    | –      | 1      | 1      |
| 5    | Kuba                   | –    | –      | 1      | 1      |
|      | Total                  | 6    | 6      | 12     | 24     |